# BMI British Midland

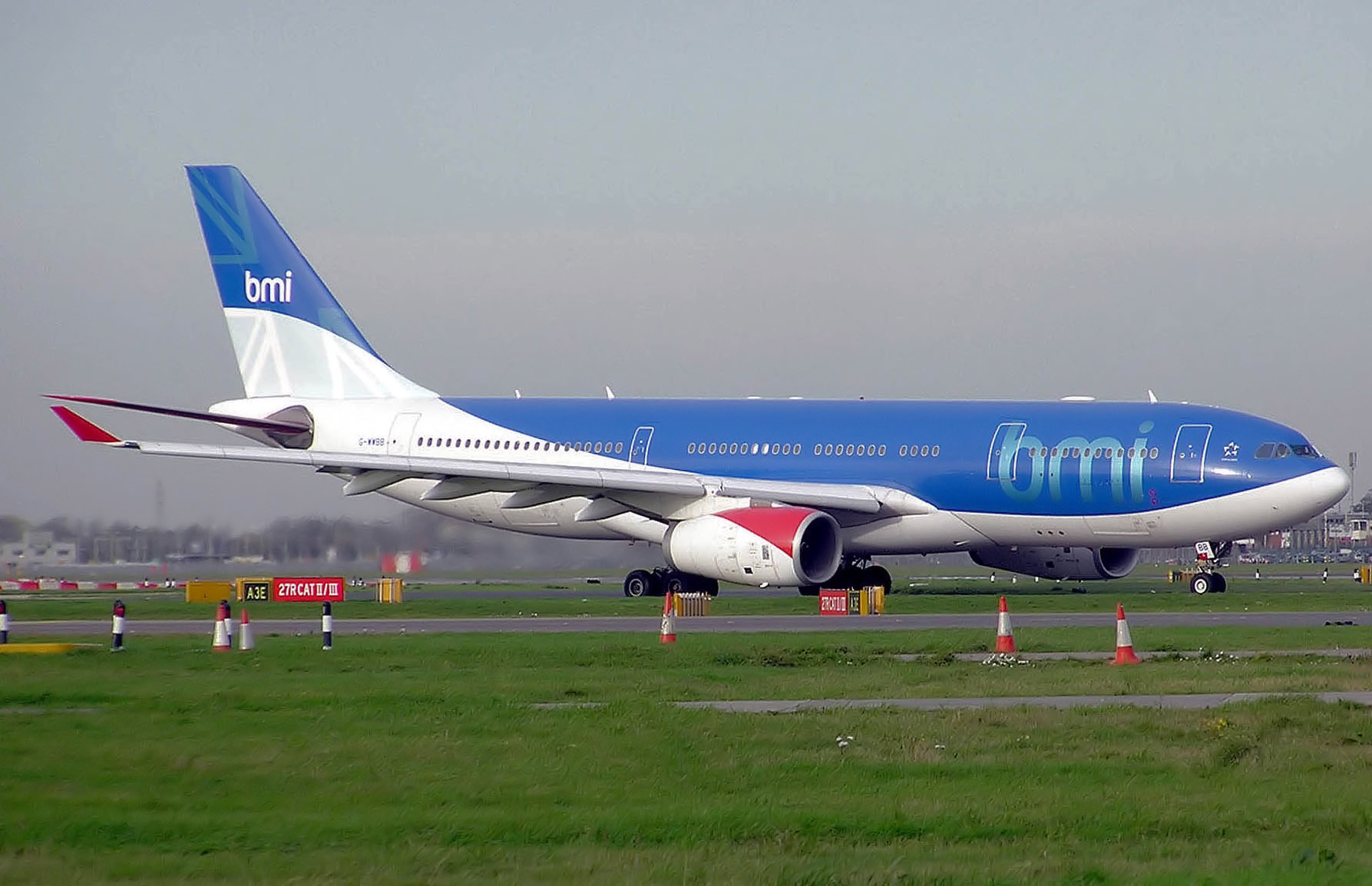
Airbus 330-200 linii BMI British Midland

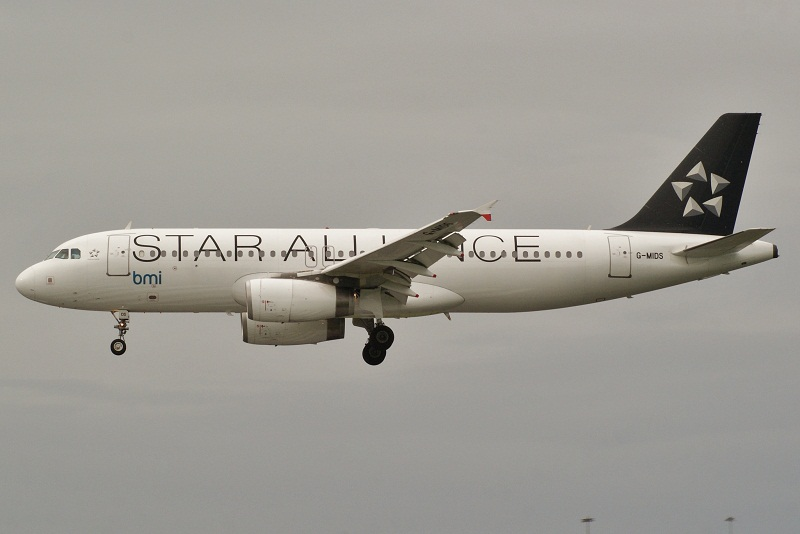
Airbus BMI w barwach sojuszu Star Alliance

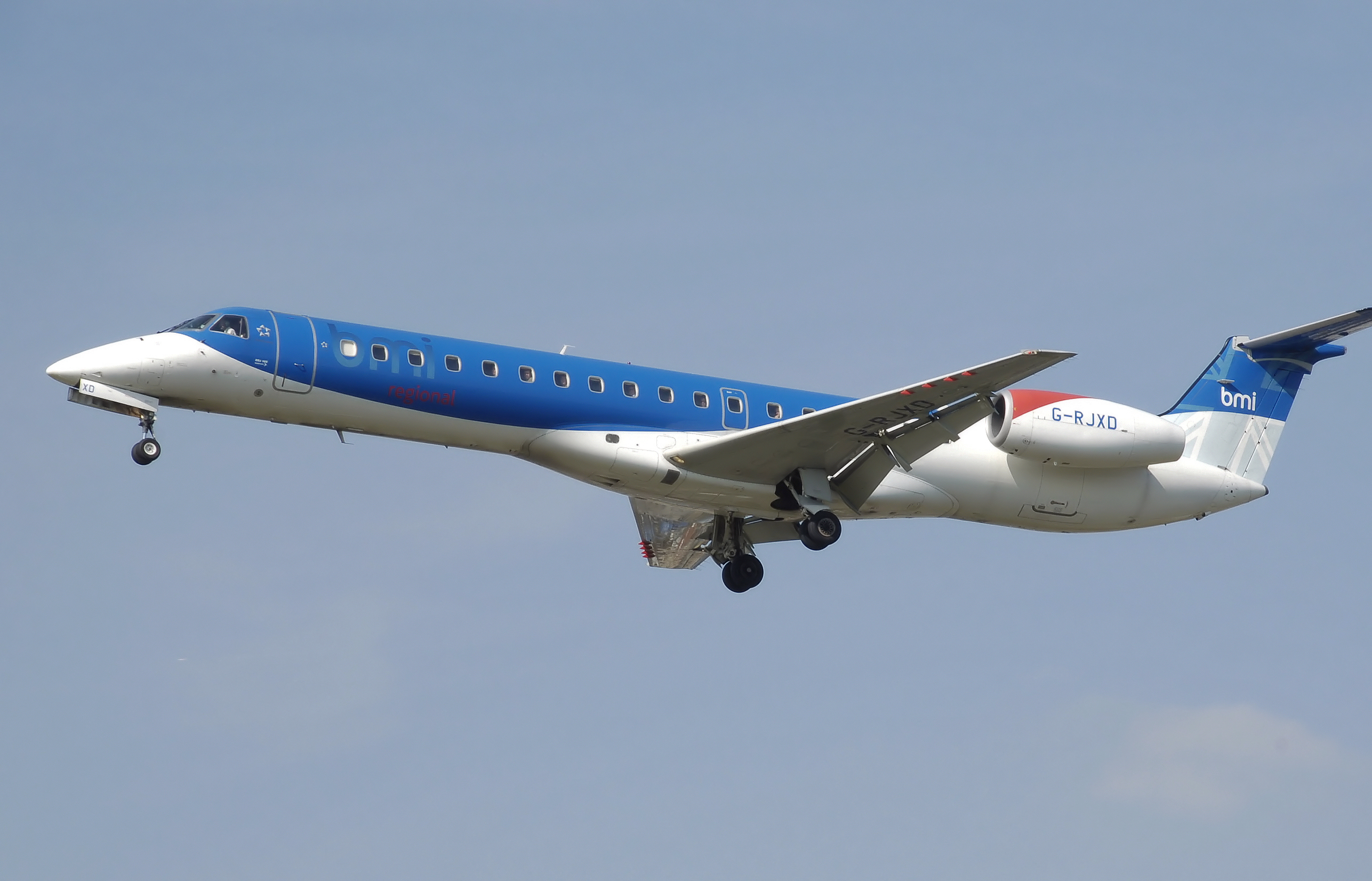
Embraer 145 linii BMI British Midland

British Midland (kod linii IATA: BD, kod linii ICAO: BMA) – nieistniejąca brytyjska linia lotnicza powstała w 1949. Jej głównymi bazami były port lotniczy Manchester oraz port lotniczy Londyn-Heathrow. British Midland odbywała loty do portów lotniczych w Europie, Ameryce Północnej, Karaibów i Bliskiego Wschodu. Flotę linii stanowiły samoloty Airbus A319, A320, A321, A330 oraz Embraer EMB-135/145. W 2012 roku linia została przejęta przez British Airways.